# 강필훈
강필훈(? ~ )은 조선민주주의인민공화국의 군인 겸 정치인이다. 조선인민군 중장으로 조선인민내무군 정치국 국장 겸 당중앙위원회 위원이다.

## 경력
조선인민군 중장으로 2014년 4월 리병삼 후임으로 조선인민군 정치국장에 임명되었다. 2016년 5월, 조선로동당 제7차 대회에서 조선로동당 중앙위원회 위원에 임명되었다.

## 최고인민회의 대의원
2014년 최고인민회의 제13기 1차 회의에서는 대의원 자격심사위원에 선출됐고 제13기 대의원을 지냈다.